# Montmagny VD
| VD ist das Kürzel für den Kanton Waadt in der Schweiz. Es wird verwendet, um Verwechslungen mit anderen Einträgen des Namens Montmagny zu vermeiden. |

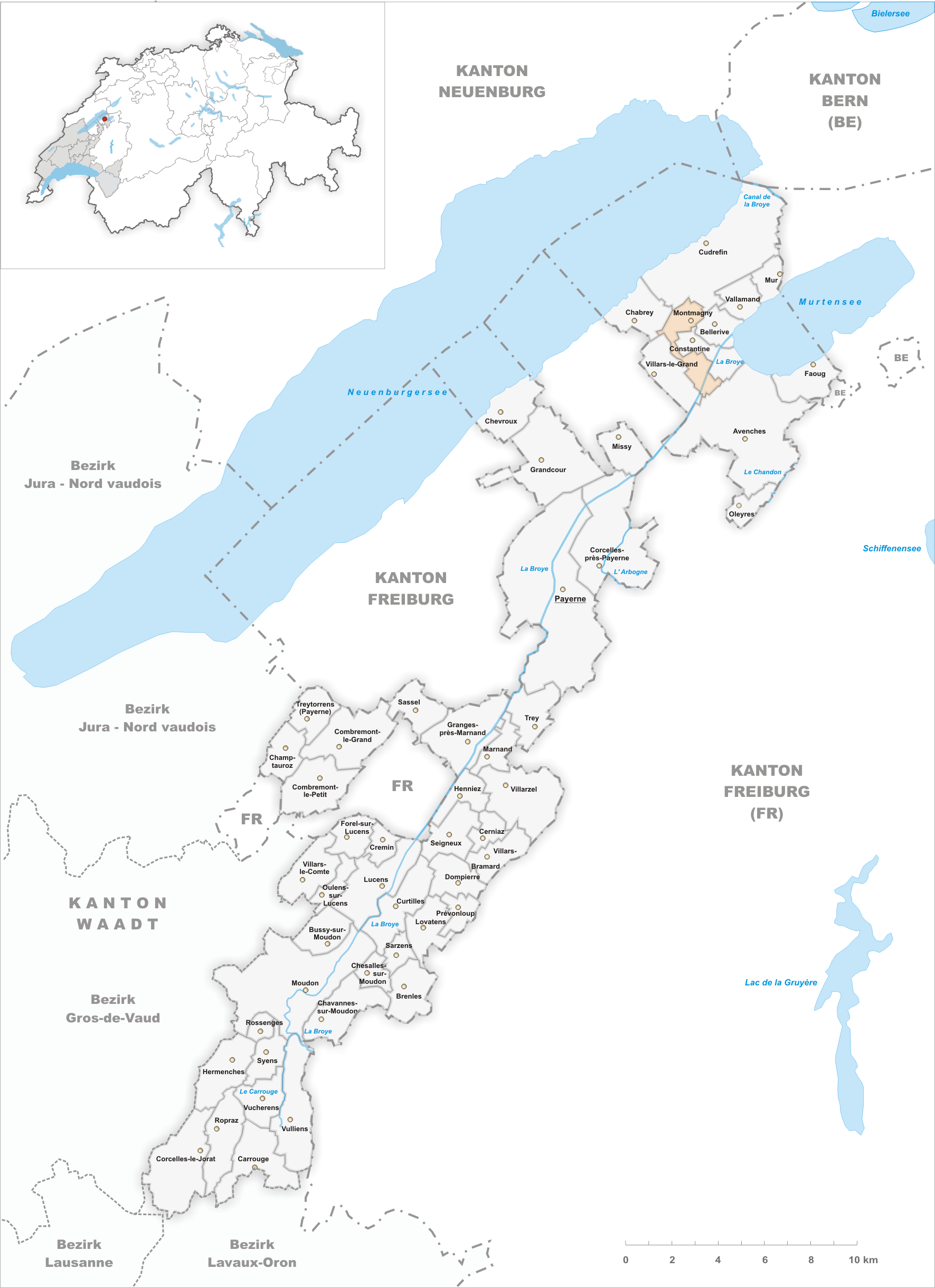
Gemeindestand vor der Fusion am 30. Juni 2011

Montmagny war eine politische Gemeinde im Distrikt Broye-Vully im Kanton Waadt in der Schweiz. Sie ging am 1. Juli 2011 in der neuen Gemeinde Vully-les-Lacs auf.

## Geographie
Montmagny liegt auf 565 m ü. M., 13 Kilometer nordöstlich des Bezirkshauptortes Payerne (Luftlinie). Das Dorf erstreckt sich auf dem Kamm des Höhenrückens zwischen dem Neuenburgersee und dem Murtensee, an aussichtsreicher Lage rund 130 m über der Broyeebene, im Schweizer Mittelland.
Die Fläche des 3,8 km² grossen Gemeindegebiets umfasst einen Abschnitt westlich des Murtensees. Der nördliche Gemeindeteil liegt auf dem Molassehöhenrücken von Montmagny, dem südwestlichen Ausläufer des Mont Vully. Am Dorfrand wird mit 572 m ü. M. der höchste Punkt der Gemeinde erreicht. Nach Norden reicht das Gebiet in den Wald Bois Rosset im Quellgebiet des Dorfbaches von Cudrefin; im Westen hat Montmagny Anteil am Bois de Charmontel. In einem schmalen Streifen erstreckt sich der Gemeindeboden nach Süden in die breite, landwirtschaftlich intensiv genutzte Fläche der Broyeebene und reicht über die kanalisierten Flussläufe der Petite Glâne und der Broye bis in das Gebiet jenseits der Arbogne. Von der Gemeindefläche entfielen 1997 3 % auf Siedlungen, 19 % auf Wald und Gehölze, 76 % auf Landwirtschaft und etwas weniger als 2 % war unproduktives Land.
Zu Montmagny gehören der Weiler La Fenette (540 m ü. M.) am Südhang unterhalb des Dorfes sowie einige Einzelhöfe. Nachbargemeinden von Montmagny waren Cudrefin, Bellerive, Constantine, Avenches, Villars-le-Grand und Chabrey.

## Bevölkerung
Mit 178 Einwohnern (Stand 31. Dezember 2010) gehörte Montmagny zu den kleinen Gemeinden des Kantons Waadt. Von den Bewohnern sind 80,8 % französischsprachig, 12,8 % deutschsprachig und 2,6 % portugiesischsprachig (Stand 2000). Die Bevölkerungszahl von Montmagny belief sich 1860 auf 201 Einwohner, 1900 auf 191 Einwohner. Nachdem die Bevölkerung bis 1990 auf 129 Personen abgenommen hatte, wurde seither wieder eine leichte Bevölkerungszunahme registriert.

## Wirtschaft
Montmagny war bis in die zweite Hälfte des 20. Jahrhunderts ein vorwiegend durch die Landwirtschaft geprägtes Dorf. Noch heute haben der Ackerbau und der Obstbau eine wichtige Bedeutung in der Erwerbsstruktur der Bevölkerung. Am Hang südlich des Dorfes befindet sich ein kleines Weinbaugebiet. Weitere Arbeitsplätze sind im lokalen Kleingewerbe und im Dienstleistungssektor vorhanden. In den letzten Jahrzehnten hat sich das Dorf dank seiner attraktiven Lage auch zu einer Wohngemeinde entwickelt. Einige Erwerbstätige sind Wegpendler, die in den umliegenden grösseren Ortschaften arbeiten.

## Verkehr
Die Gemeinde ist verkehrstechnisch recht gut erschlossen, obwohl sie abseits der grösseren Durchgangsstrassen an einer Verbindungsstrasse von Salavaux nach Chabrey liegt. Der Autobahnanschluss Avenches an der A1 (Lausanne-Bern) ist rund 7 km vom Ortskern entfernt. Durch den Postautokurs, der von Avenches nach Cudrefin verkehrt, ist Montmagny an das Netz des öffentlichen Verkehrs angebunden.

## Geschichte
Die erste urkundliche Erwähnung des Ortes erfolgte im 13. Jahrhundert unter dem Namen Mons Manniaco; 1458 erschien die Bezeichnung Montmagniel. Der Ortsname leitet sich vom lateinischen Mons Magniacus ab, wahrscheinlich wohnte auf der Höhe von Montmagny eine Familie mit dem Beinamen Magn(i)us.
Montmagny gehörte im Mittelalter zur savoyischen Kastlanei Cudrefin. Mit der Eroberung der Waadt durch Bern im Jahr 1536 gelangte das Dorf unter die Verwaltung der Vogtei Avenches. Nach dem Zusammenbruch des Ancien Régime wurde Montmagny 1798 während der Helvetik dem Kanton Freiburg angegliedert. Mit der Inkraftsetzung der Mediationsverfassung 1803 wurde das Dorf zusammen mit dem heutigen Bezirk Avenches als Exklave wieder dem Kanton Waadt zugeteilt. Bis 1811 bildete Montmagny mit den Nachbardörfern Bellerive und Constantine eine Grossgemeinde. Derzeit (2005) läuft eine Vorstudie für die Fusion von Montmagny mit Constantine, Bellerive und Vallamand.

## Sehenswürdigkeiten
Als Wahrzeichen von Montmagny gilt der Wasserturm. Montmagny besitzt keine eigene Kirche, es gehört zur Pfarrei Constantine. Im Ortskern sind einige stattliche Bauernhäuser aus dem 17. bis 19. Jahrhundert erhalten.